# Keep on Loving You - Best
Keep on Loving You - Best è un album compilation del gruppo musicale rock statunitense REO Speedwagon, pubblicato dall'etichetta discografica tedesca Zounds Records nel 1991.

## Tracce
1. Take It on the Run – 4:00 (Gary Richrath) – Tratto dall'album: Hi Infidelity (1980)
2. Keep the Fire Burnin' – 3:55 (Kevin Cronin) – Tratto dall'album: Good Trouble (1982)
3. Wheels Are Turnin' – 5:47 (Kevin Cronin) – Tratto dall'album: Wheels Are Turnin' (1984)
4. Live Every Moment – 4:58 (Kevin Cronin) – Tratto dall'album: Wheels Are Turnin' (1984)
5. One Lonely Night – 3:21 (Neal Doughty) – Tratto dall'album: Wheels Are Turnin' (1984)
6. Time for Me to Fly – 3:36 (Kevin Cronin) – Tratto dall'album: You Can Tune a Piano, but You Can't Tuna Fish (1978)
7. Keep on Loving You – 3:20 (Kevin Cronin) – Tratto dall'album: Hi Infidelity (1980)
8. Tough Guys – 3:49 (Kevin Cronin) – Tratto dall'album: Hi Infidelity (1980)
9. Golden Country (Live) – 8:03 (Gary Richrath) – Tratto dall'album: Live: You Get What You Play For (1977)
10. Ridin' the Storm Out (Live) – 5:43 (Gary Richrath) – Tratto dall'album: Live: You Get What You Play For (1977)
11. Only the Strong Survive – 3:52 (Gary Richrath) – Tratto dall'album: Nine Lives (1979)
12. Roll with the Changes – 5:35 (Kevin Cronin) – Tratto dall'album: You Can Tune a Piano, but You Can't Tuna Fish (1978)
13. I Do' Wanna Know – 4:12 (Kevin Cronin) – Tratto dall'album: Wheels Are Turnin' (1984)
14. Don't Let Him Go – 3:45 (Kevin Cronin) – Tratto dall'album: Hi Infidelity (1980)
15. The Key – 3:26 (Kevin Cronin) – Tratto dall'album: Good Trouble (1982)
16. Sweet Time – 3:07 (Kevin Cronin) – Tratto dall'album: Good Trouble (1982)
17. Can't Fight This Feeling – 4:50 (Kevin Cronin) – Tratto dall'album: Wheels Are Turnin' (1984)

## Musicisti
Take It on the Run
- Kevin Cronin - voce, chitarra acustica, lyrical assistance
- Gary Richrath - chitarre elettriche, chitarra solo
- Neal Doughty - sintetizzatori
- Bruce Hall - basso
- Alan Gratzer - batteria
- Kevin Cronin, Gary Richrath e Kevin Beamish - produttori
- Alan Gratzer - co-produttore

Keep the Fire Burnin'
- Kevin Cronin - voce solista, pianoforte, chitarra acustica, accompagnamento vocale-coro
- Gary Richrath - chitarre elettriche
- Neal Doughty - organo
- Bruce Hall - basso
- Alan Gratzer - batteria
- Steve Forman - percussioni
- Kevin Cronin, Gary Richrath, Kevin Beamish e Alan Gratzer - produttori

Wheels Are Turnin'
- Kevin Cronin - voce solista, chitarra acustica, accompagnamento vocale-coro
- Gary Richrath - chitarra elettrica
- Neal Doughty - pianoforte
- Bruce Hall - basso
- Alan Gratzer - batteria
- Steve Forman - shaker
- Tom Kelly - accompagnamento vocale-coro
- Richard Page - accompagnamento vocale-coro
- Kevin Cronin, Gary Richrath e Alan Gratzer - produttori

Live Every Moment
- Kevin Cronin - voce solista, chitarra acustica, accompagnamento vocale-coro
- Gary Richrath - chitarra elettrica
- Neal Doughty - pianoforte, sintetizzatore
- Bruce Hall - basso
- Alan Gratzer - batteria
- Steve Forman - congas, shakers
- Tom Kelly - accompagnamento vocale-coro
- Tom Kelly - accompagnamento vocale-coro
- Richard Page - accompagnamento vocale-coro
- Tommy Funderburk - accompagnamento vocale-coro
- Kevin Cronin, Gary Richrath e Alan Gratzer - produttori

One Lonely Night
- Neal Doughty - sintetizzatore
- Kevin Cronin - voce solista, chitarra acustica, accompagnamento vocale-coro
- Gary Richrath - chitarra elettrica
- Bruce Hall - basso
- Alan Gratzer - batteria
- Tommy Funderburk - accompagnamento vocale-coro
- Kevin Cronin, Gary Richrath e Alan Gratzer - produttori

Time for Me to Fly
- Kevin Cronin - voce solista, chitarra ritmica
- Gary Richrath - chitarra solista
- Neal Doughty - sintetizzatore moog
- Bruce Hall - basso
- Alan Gratzer - batteria
- Kevin Cronin, Gary Richrath e Paul Grupp - produttori

Keep on Loving You
- Kevin Cronin - voce solista, pianoforte, chitarra acustica
- Gary Richrath - chitarre elettriche, chitarra solo
- Neal Doughty - organo Hammond
- Bruce Hall - basso
- Alan Gratzer - batteria
- Steve Forman - percussioni
- The He-Man Broken Hearts Club Choir - accompagnamento vocale- cori
- Tom Kelly - accompagnamento vocale- coro
- Richard Page - accompagnamento vocale- coro
- Kevin Cronin - accompagnamento vocale- coro
- Kevin Cronin, Gary Richrath e Kevin Beamish - produttori
- Alan Gratzer - co-produttore

Tough Guys
- Kevin Cronin - voce, chitarra ritmica
- Gary Richrath - chitarra solista
- Neal Doughty - sintetizzatore
- Bruce Hall - basso
- Alan Gratzer - batteria
- Kevin Cronin, Gary Richrath e Kevin Beamish - produttori
- Alan Gratzer - co-produttore

Golden Country / Ridin' the Storm Out
- Kevin Cronin - voce, chitarra ritmica
- Gary Richrath - voce, chitarra solista
- Neal Doughty - tastiere
- Gregg Philbin - basso, accompagnamento vocale-coro
- Alan Gratzer - batteria, accompagnamento vocale-coro
- John Stronach, Gary Richrath e John Henning - produttori

Only the Strong Survive
- Gary Richrath - chitarra solista, chitarra ritmica
- Kevin Cronin - voce, chitarra ritmica
- Neal Doughty - pianoforte
- Bruce Hall - basso
- Alan Gratzer - batteria
- Kevin Cronin e Gary Richrath con Kevin Beamish - produttori

Roll with the Changes
- Kevin Cronin - voce solista, pianoforte, chitarra acustica
- Gary Richrath - chitarra solista
- Neal Doughty - organo Hammond
- Bruce Hall - basso
- Alan Gratzer - batteria
- Kevin Cronin e Gary Richrath con Paul Grupp - produttori

I Do' Wanna Know
- Kevin Cronin - voce solista, chitarra acustica, accompagnamento vocale-coro
- Gary Richrath - chitarra elettrica
- Neal Doughty - organo
- Bruce Hall - basso
- Alan Gratzer - batteria
- Tom Kelly - accompagnamento vocale-coro
- Richard Page - accompagnamento vocale-coro
- Kevin Cronin, Gary Richrath e Alan Gratzer - produttori

Don't Let Him Go
- Kevin Cronin - voce, chitarra ritmica
- Gary Richrath - chitarra solista
- Neal Doughty - sintetizzatore
- Bruce Hall - basso
- Alan Gratzer - batteria
- Kevin Cronin, Gary Richrath e Kevin Beamish - produttori

The Key
- Kevin Cronin - voce solista, chitarre ritmiche
- Gary Richrath - chitarre elettriche
- Neal Doughty - pianoforte, organo
- Bruce Hall - basso
- Alan Gratzer - batteria
- Steve Forman - shakers
- Kevin Cronin, Gary Richrath, Kevin Beamish e Alan Gratzer - produttori

Sweet Time
- Kevin Cronin - voce solista, chitarre acustiche, accompagnamento vocale-coro
- Gary Richrath - chitarre elettriche
- Neal Doughty - organo
- Bruce Hall - basso
- Alan Gratzer - batteria
- Steve Forman - crotales, chimes
- Powdertones - accompagnamento vocale-cori
- Richard Page - accompagnamento vocale-coro
- Tom Kelly - accompagnamento vocale-coro
- Kevin Cronin, Gary Richrath, Kevin Beamish e Alan Gratzer - produttori

Can't Fight This Feeling
- Kevin Cronin - voce solista, chitarra acustica
- Gary Richrath - chitarra elettrica
- Neal Doughty - pianoforte
- Bruce Hall - basso
- Alan Gratzer - batteria
- Bill Cuomo - orchestrazione
- Kevin Cronin, Gary Richrath e Alan Gratzer - produttori